# Hamilton Harty
Hamilton Harty (4. december 1879 i Hillsborough, Irland – 19. februar 1941 i Hove, Sussex, England) var en irsk komponist, dirigent og akkompagnatør.
Harty var en af Irlands mest betydningsfulde komponister gennem tiden. Han var en fornem fortolker af Hector Berlioz når han dirigerede, og ligeledes en fornem akkompagnatør på klaver.
Han har skrevet en Irish symphony, en violinkoncert, en klaverkoncert og flere orkesterværker.

## Udvalgte værker
- "En Irsk" Symfoni (1904, rev. 1915, 1924) - for orkester
- Violinkoncert (1908) - for violin og orkester
- "Med de vilde gæs" (1910) (Symfonisk digtning) – for orkester
- "I Irland" (19 – for orkester
- Klaverkoncert (1922) - for klaver og orkester
- "Variationer på en Dublinsk luft" (1912) – for violin og orkester
- "Ode til en nattergal" – for sopran og orkester
- "En komedie overture" (1906) – for orkester
- "Fantasi scener" (1919) (Romance) – for orkester
- "Fem irske sange" (1938) - sange
- "Børnene fra Lir" (1938) – (Symfonisk tonedigtning) - for orkester